# 羅燦

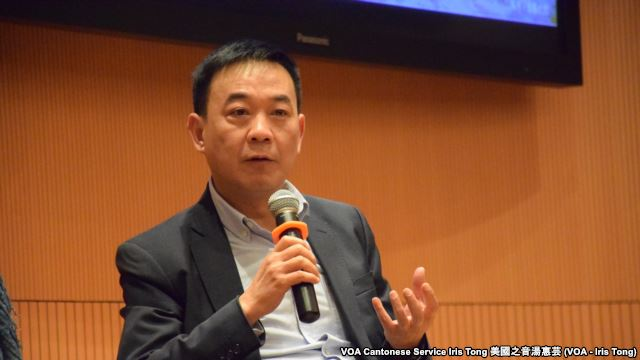
羅燦

羅燦（Loh Chan Stephen），香港資深新聞從業員，行內人尊稱「燦哥」，畢業於香港中文大學新聞系。
羅燦於1980年代，擔任無綫新聞部駐新界記者，其後曾於南華早報及南華傳媒集團（分別為兩個機構，兩者並無關係）工作。
在1993年，他任職有線電視，協助創立24小時新聞頻道，是全香港首條24小時新聞選道。
1995年，他亦有份參與蘋果日報創刊工作，並曾擔任總編輯，之後返回無綫電視擔任新聞資訊部總監，於2004年為當時的銀河衛視（後改名「新電視」，再易名為的「無線收費電視」。現稱為「無綫網絡電視」）創立「無線新聞台」。
2006年3月，一手創立now財經台，其後於2007年10月增設now新聞台，及後他轉往信報財經新聞出任行政總裁。
2013年9月出任香港數碼廣播有限公司（香港數碼電台）行政總裁。
2017年2月出任路訊通控股有限公司（路訊通）董事總經理。
2024年出任大灣區航空營運總監。
其弟羅克廉於成報體育版任職。